# 미즈누마 다카시
미즈누마 다카시(일본어: 水沼 貴史, 1960년 5월 28일 ~ )는 일본의 전 축구 선수이다.

## 구단 경력
1983년 일본 사커 리그의 닛산 자동차(요코하마 마리노스)에 입단했다. 1988-89년과 1989-90년 2번의 일본 사커 리그 우승을 차지했다. 1995년까지 203경기에 나서 38득점을 기록했다. 1995년후 현역 은퇴.

## 국가대표팀 경력
그는 1979년 FIFA 세계 청소년 축구 선수권 대회에 참가할 일본 U-20 국가대표팀에 발탁되었으며, 3경기에 출전, 1득점을 넣었다.
1984년 하계 올림픽 예선에 참가할 일본 국가대표팀에 발탁되었으며, 4월 18일 말레이시아와의 경기에서 데뷔했다. 그는 1989년까지 국제 A매치 통산 32경기에 출전, 7득점을 넣었다.

## 통계
| 일본 | 일본 | 일본 |
| 연도 | 출전 | 득점 |
| ---- | ---- | ---- |
| 1984 | 5    | 1    |
| 1985 | 8    | 3    |
| 1986 | 0    | 0    |
| 1987 | 8    | 2    |
| 1988 | 3    | 0    |
| 1989 | 8    | 1    |
| 통산 | 32   | 7    |